# Almaty Aviation
Almaty Aviation (Almaty Aviation OJSC Aircompany) es una aerolínea de carga con base en Almaty, Kazajistán. Su base de operaciones principal es el Aeropuerto Internacional de Almaty. La aerolínea opera vuelos de carga entre Kazajistán y las Antiguas Repúblicas Soviéticas.

## Flota
- 3 Antonov An-12[2]